# Antonio Méndez Casal
Antonio Méndez Casal (c. 1884-1940) fue un crítico de arte español.

## Biografía
Habría nacido hacia 1884 en la localidad lucense de Monforte de Lemos. Durante su juventud también cultivó el dibujo. Fue colaborador de publicaciones periódicas como ABC y Blanco y Negro. Méndez Casal, que fue académico de la Real Academia de Bellas Artes de San Fernando, falleció en Madrid en enero de 1940. Tiene una calle dedicada en su localidad natal.